# Suzanne Tourtellotte
Suzanne W. Tourtellotte, née le 11 janvier 1945 et morte le 20 janvier 2013, est une astronome ayant fait ses études à l'université Yale, aux États-Unis. En 2010, elle a participé à la découverte de seize planètes mineures numérotées.

## Planètes mineures découvertes
| (312645) 2010 EP65[1]                             | 9 mars 2010      |
| (316179) 2010 EN65[1]                             | 7 mars 2010      |
| (382004) 2010 RM64[1][2]                          | 9 septembre 2010 |
| (445473) 2010 VZ98[1][2]                          | 11 novembre 2010 |
| (471136) 2010 EO65[1]                             | 9 mars 2010      |
| (471137) 2010 ET65[1]                             | 13 mars 2010     |
| (471149) 2010 FB49[1]                             | 17 mars 2010     |
| (471150) 2010 FC49[1]                             | 18 mars 2010     |
| (471151) 2010 FD49[1]                             | 19 mars 2010     |
| (471152) 2010 FE49[1]                             | 19 mars 2010     |
| (471155) 2010 GF65[1]                             | 14 avril 2010    |
| (471172) 2010 JC80[1]                             | 12 mai 2010      |
| (471196) 2010 PK66[1][2]                          | 14 août 2010     |
| (471210) 2010 VW11[1][2]                          | 3 novembre 2010  |
| (499522) 2010 PL66[1][2]                          | 14 août 2010     |
| 1. avec David L. Rabinowitz 2. avec Megan Schwamb |                  |